# Sant’Agostino in Campo Marzio

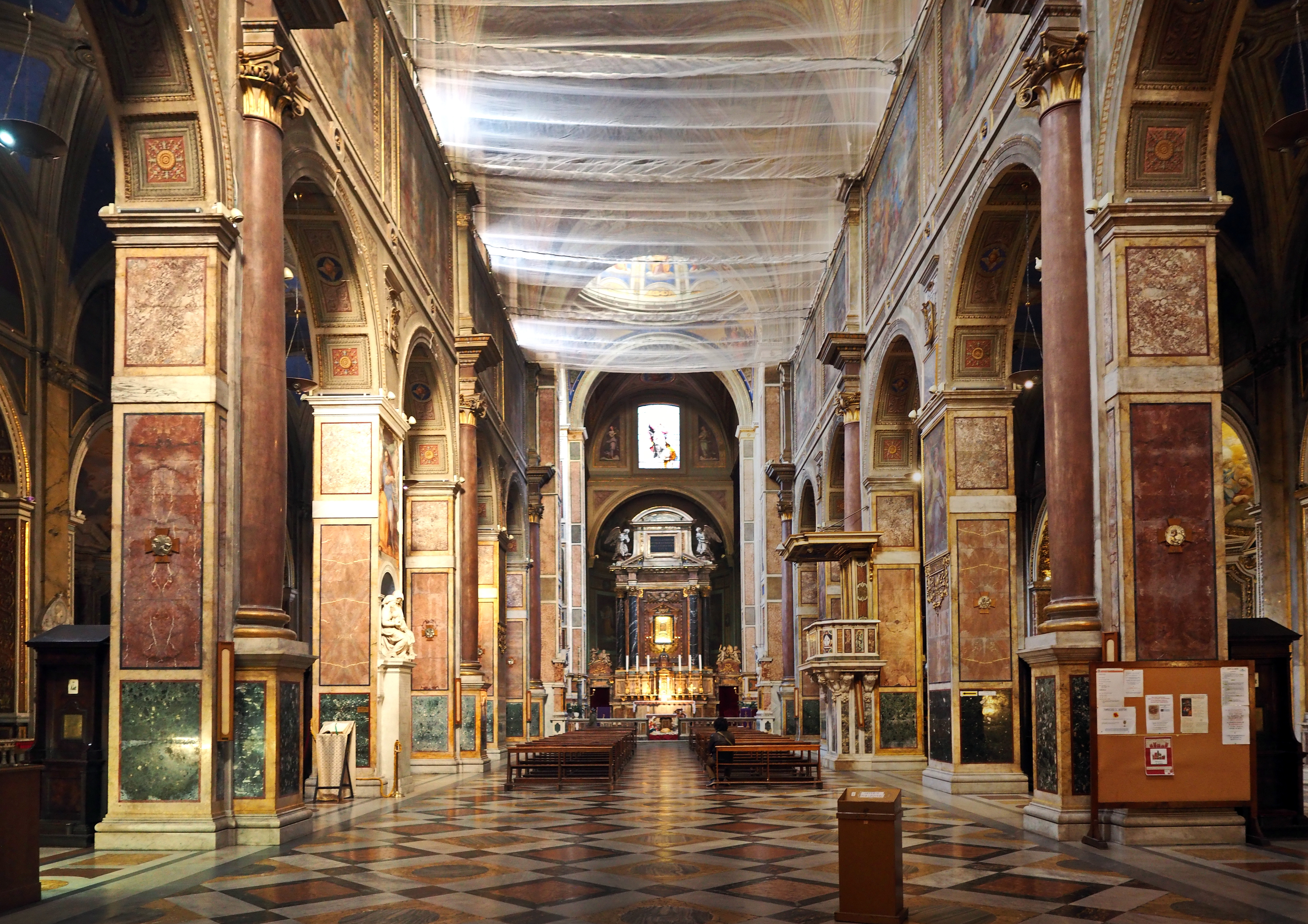
Sant’Agostino – Hauptschiff

Koordinaten: 41° 54′ 3″ N, 12° 28′ 27″ O
Die Kirche Sant’Agostino (lateinisch Sancti Augustini), vollständig Basilica di Sant’Agostino in Campo Marzio ist eine dem Kirchenlehrer Augustinus geweihte Ordenskirche der Augustiner-Eremiten in Rom. Sie gehört seit 1587 zu den Titelkirchen der Stadt Rom und wurde 1999 zur Basilica minor erhoben.
Die Kirche befindet sich an der Piazza Sant’Agostino, ca. 150 m nordöstlich der Piazza Navona im VIII. Rione Sant’Eustachio. Namhafte Künstler wie Isaia da Pisa, Raffael, Andrea und Jacopo Sansovino, Caravaggio u. a. schufen Kunstwerke für die in der Frührenaissance erbaute und im 18. bzw. 19. Jahrhundert umgestaltete Kirche. Die heilige Monika von Tagaste, Mutter des Augustinus, liegt in der Kirche begraben.

## Geschichtlicher Überblick

### Vorgeschichte
Der römische Adlige Egidio Lufredi schenkte 1286 dem Augustinerorden in Santa Maria del Popolo einige Grundstücke im Campus Martius, um eine Kirche und ein Kloster zu errichten. Papst Honorius IV. (1285–1287) bestätigte diese Schenkung und wies dem Orden die bestehende Kirche San Trifone zu. Diese war eine kleine Saalkirche aus dem 11. Jahrhundert, die östlich der heutigen Kirche in der Via della Scrofa lag und im Zuge der Umbauten im 18. Jahrhundert abgebrochen wurde. Diese Kirche war mit einem Kardinalstitel verbunden, der erst 1587 auf Sant’Agostino überging.

### Baugeschichte

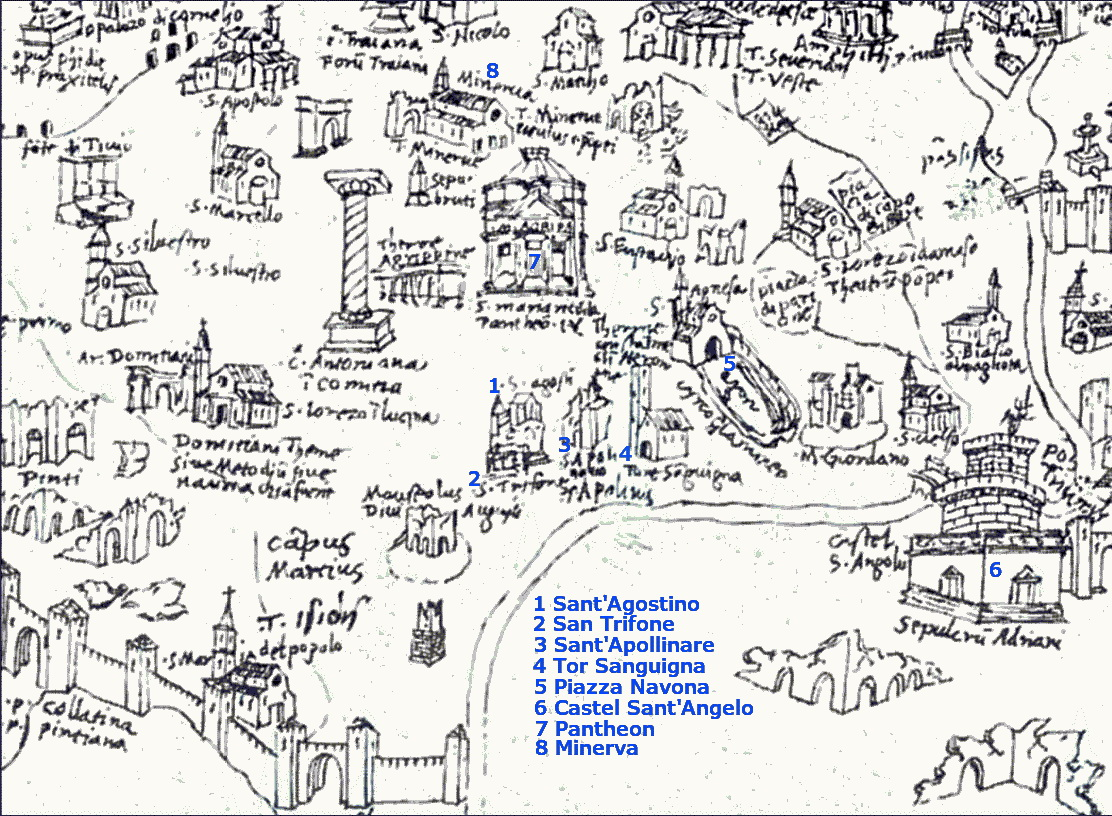
Stadtansicht 1474 Strozzi

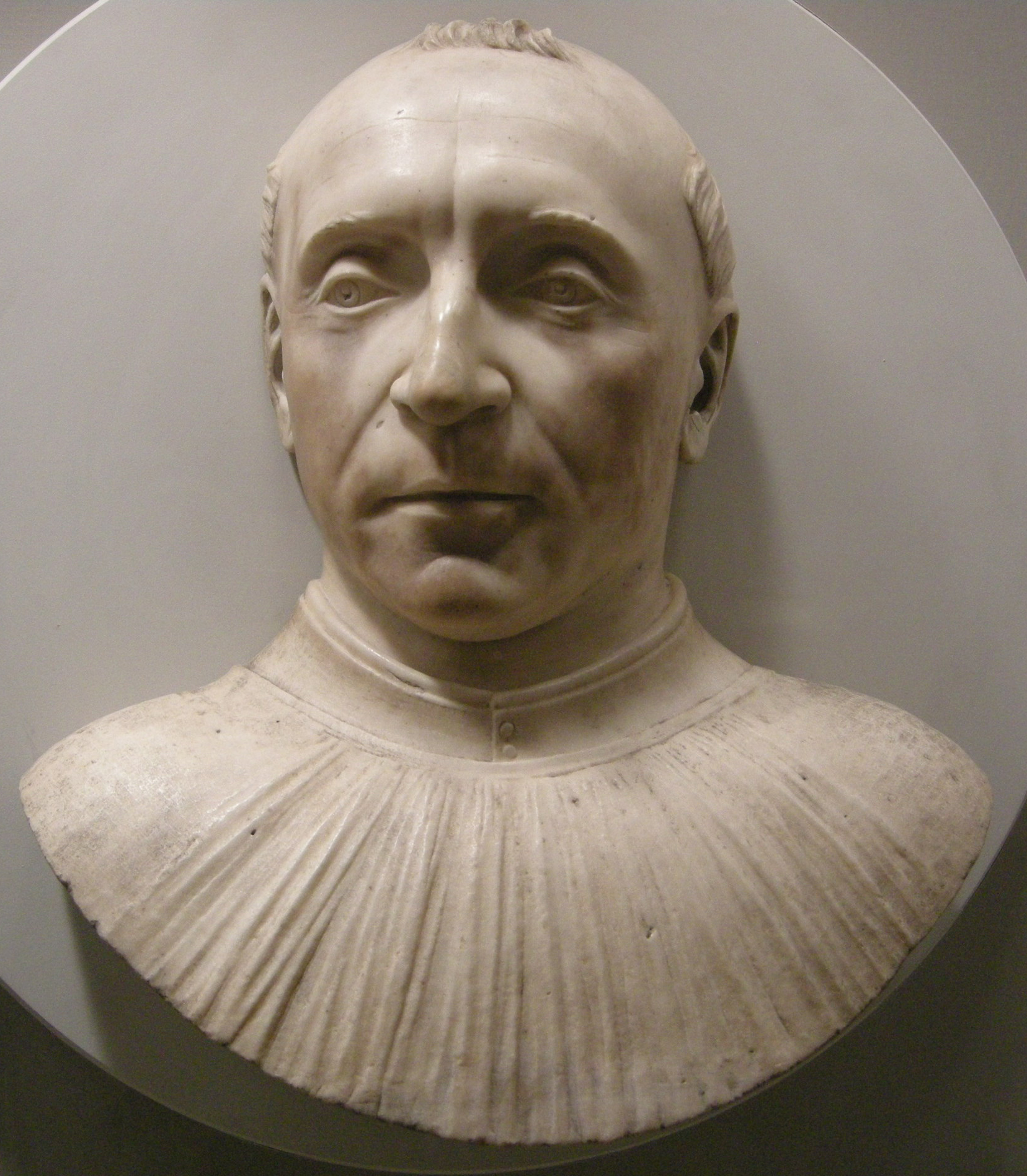
Mino da Fiesole – Guillaume d’Estouteville

Papst Bonifatius VIII. bewilligte dem Augustinerorden, neben Santa Maria del Popolo, 1296 ein zweites Kloster in Rom. Der wohl von Anfang an vorgesehene Neubau einer Kirche wurde in der zweiten Hälfte des 14. Jahrhunderts begonnen und ca. 1446 vollendet – nur wenige historische Quellen sind hierzu vorhanden. 1430 werden auf Veranlassung von Papst Martin V. die Reliquien der hl. Monika von Tagaste von Ostia, wo sie 387 verstorben war, nach Rom überführt. Sie fanden erst in der Kirche San Trifone ihren Platz, bevor sie 1455 in die linke Kapelle neben dem Hauptaltar der Kirche Sant’Agostino umgebettet werden konnten.
Guillaume d’Estouteville, dem französischen Hochadel entstammend und 1439 zum Kardinal ernannt, bewohnte gegenüber der Kirche den Palast Sant’Apollinare. Er war mehrmals Camerlengo des Kardinalskollegium und Protektor des Augustiner–Eremiten-Ordens in Rom. In den Jahren 1479–1483 initiierte er unter dem Pontifikat Papst Sixtus IV. den Umbau der Kirche und finanzierte die Maßnahmen. Giacomo di Pietrasanta wirkte als Baumeister, ein erfahrener Steinmetz, der auf den Baustellen von St. Peter und dem Palazzo Venezia nachweislich tätig war. Unterstützt wurde er von seinem Kollegen Sebastiano Fiorentino. An der Fassade ist das Fertigstellungsjahr der Kirche – das gleichzeitig das Todesjahr des Kardinals ist – in großen römischen Zahlen eingemeißelt: 1483.
Im 17. Jahrhundert erfuhren die Kirche und der Konvent zahlreiche Umbauten. 1601 entstand ein Kreuzgang, 1620 erweiterte der Architekt Antonio Casoni entlang der Via della Scrofa das Konventgebäude. 1630 sind weitere Arbeiten an den Klostergebäuden durch den Architekten Orazio Turriani nachweisbar. Unter Papst Alexander VII., aus der Familie der Chigi und Kardinal von Santa Maria del Popolo, wird die Sakristei in die nunmehr auf der östlichen Seite unmittelbar an die Kirche angrenzenden Klostergebäude verlegt. Er lässt ab 1659 die Biblioteca Angelica erbauen und durch den namhaften und hauptsächlich in Rom tätigen Barock-Baumeister Francesco Borromini den Platz vor der Kirche und die Treppenanlage neu gestalten. Ab 1673 wurde das Gebäudeensemble aus Kirche, Konvent und Bibliothek um weitere Klostergebäude an der Via dei Pianellari von dem Architekten Giovanni Battista Covini ergänzt.
Mitte des 18. Jahrhunderts beauftragte der Ordensgeneral Augustinus Gioia (1695–1751) mit Unterstützung des Papstes Benedikt XIV. die Architekten Luigi Vanvitelli und Carlo Murena mit der grundlegenden Sanierung des Konvents sowie des Bibliotheksgebäudes (1745–1763), was nachträglich betrachtet nahezu einem Neubau gleichkam. Der nachfolgende Generalprior Franciscus Xaverius Vásquez (1753–1785) veranlasste die Neugestaltung der Sakristei mit den abgerundeten Ecken und dem Muldengewölbe. Auftretende Bauschäden an der Kirche machten ab ca. 1752 eine umfassende Renovierung nötig, insbesondere eine Erneuerung der Vierungskuppel.
Die Innenausgestaltung und Dekoration erfolgte, wie in Kirchen der Bettelorden üblich, durch zahlreiche Stiftungen und Patronate, zu denen zu Beginn des 16. Jahrhunderts auch die namhafte Kurtisane Fiametta gehörte. Bedeutende Kardinäle und Bischöfe wurden in der Kirche begraben und erhielten zum Teil aufwändige Wandnischengrabmale der Frührenaissance.
Der heutige Raumeindruck geht auf die Neugestaltung des Kircheninneren in den Jahren 1852–1856 zurück. Die Pfeiler und Wandflächen wurden aufwendig mit Marmor verkleidet und zwischen 1855 und 1868 von dem römischen Maler Pietro Gagliardi mit Fresken bemalt, insbesondere die Decken und die Seiten der drei Schiffe, die Vierung mit der neuen Kuppel und das Querschiff.
Im Mittelschiff finden sich Szenen aus dem Marienzyklus, an den Pfeilern Darstellungen der Propheten.
Nach der Annexion des Kirchenstaates 1870 durch das Königreich Italien wurden Kirche und Kloster verstaatlicht. 1930 erhielt der Augustinerorden die Kirche zurück. Die Bibliothek verblieb in Staatsbesitz und untersteht seit 1975 dem italienischen Kulturministerium. Das Konventgebäude ist seit 1932, bis auf einen kleinen den Augustinermönchen verbleibenden Teil, Sitz der Generalstaatsanwaltschaft.

## Architektur

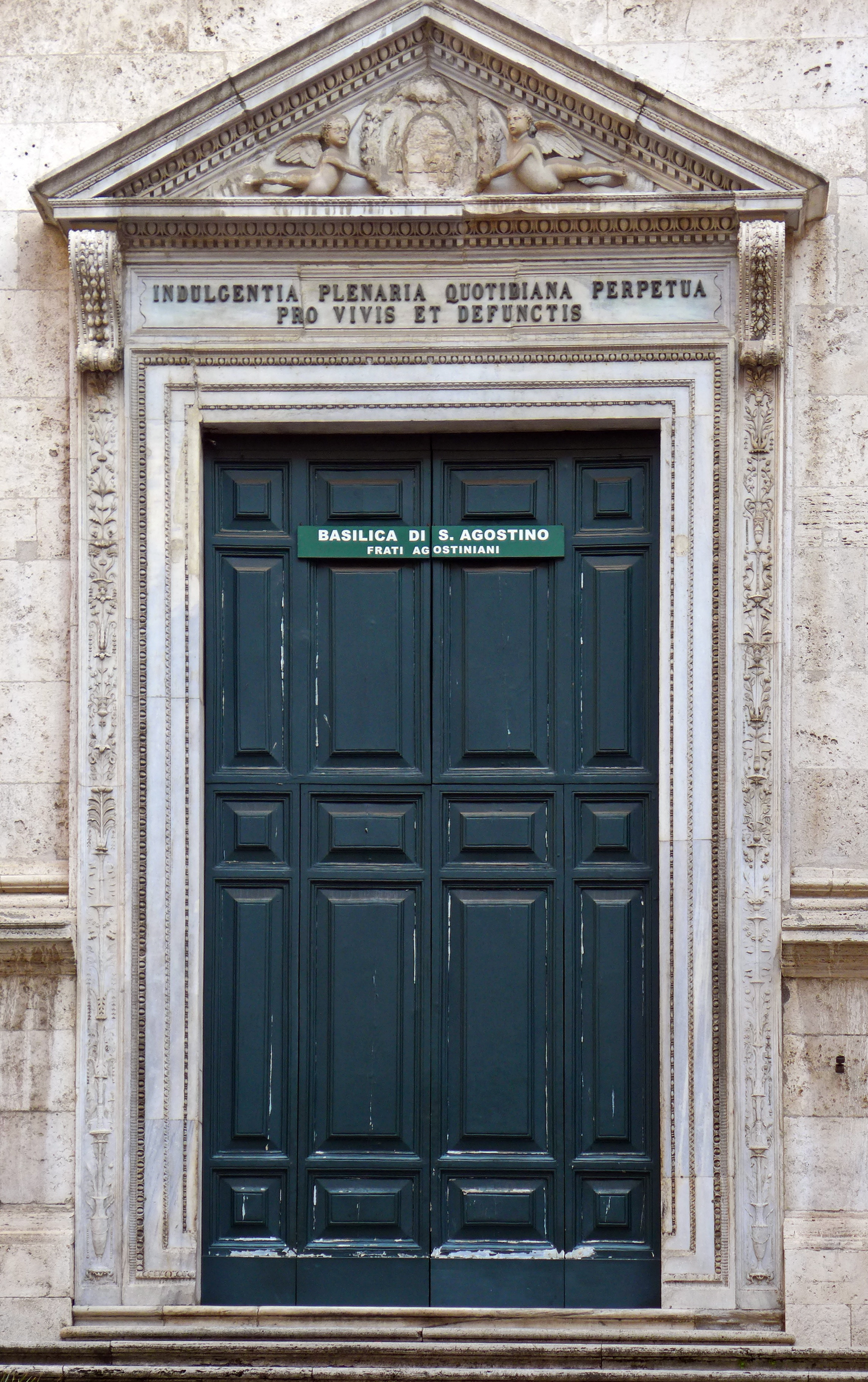
Hauptportal von Sant’Agostino

### Außenbau
Der Außenbau ist bis auf die Fassade ohne Schmuck, Großlinigkeit, Flächen und Körpermassen bestimmen die Architektur. Die Fassade ist das repräsentative Element und entfaltet ihre Wirkung in ihrer Klarheit und Einfachheit. Heute ist nur noch die linke Außenseite der Kirche zu sehen, die rechte Seite wurde beim Bau des Klostergebäudes integriert. Die Apsis des linken Querhauses aus dem 14. Jahrhundert ist noch original erhalten. Markant ist das Strebewerk aus Backstein, das das linke Seitenschiffdach beherrscht.

### Fassade
Die Travertinfassade ist in Aufbau und Gestaltung an die wenige Jahre früher entstandene Fassade der Augustinerkirche Santa Maria del Popolo angelehnt (die aber ab 1655 durch Bernini barockisiert wurde) und gehört somit zu den ersten Renaissancefassaden in Rom. Der Innenaufbau der Kirche ist in der Fassadengliederung durch Pilaster und dem hohen Mittelteil angedeutet. Die ein Trapez bildenden Gesimse und das mächtige Tympanon teilen die Fassade in zwei horizontale Felder. Die Ornamentik an den Voluten ist bereits stärker ausgebildet. Die zahlreichen Blendfelder und die drei Okuli über den Portalen strukturieren den unteren Teil der Fassade.
Das kunstvoll gearbeitete, ionische Hauptportal, aus dem 15. Jahrhundert stammend, ist mit einem faszierten Marmorrahmen umgeben und einem Dreiecksgiebel, der das Wappen des Kardinals d’Estouteville und die Inschrift INDULGENTIA PLENARIA QUOTIDIANA PERPETUA PRO VIVIS ET DEFUNCTIS (Vollständiger, fortwährender, täglicher Ablass für die Lebenden und die Toten) trägt. Das stark verwitterte Fresko über dem Hauptportal zeigt Die Übergabe der Ordensregeln der Augustinermönche (Abb.).
Der Erbauer der Kirche verewigte sich in der markanten Inschrift: GUILLERMUS DE ESTOUTEVILLA EPISCO. OSTIEN.CARD. ROTHOMAGEN. S.R.E. CAMERARIUS FECIT (Guillaume d’Estouteville, Bischof von Ostia, Kardinal von Rouen, Camerlengo der Heiligen Römischen Kirche hat sie erbaut) und darunter das Jahr MCCCCLXXXIII (1483), das gleichzeitig das Fertigstellungs- als auch das Todesjahr des Kardinals ist.

### Kirchenbau

Grundriss der Basilika

Die Kirche ist eine dreischiffige Basilika mit einem außergewöhnlich hohen und schmalen Mittelschiff. Das Hauptschiff ist zu den Querschiffen im Verhältnis 2:1 konstruiert. Die massiven, rundbogigen Arkaden bilden die Basis für den in jedem Joch durch 2 Rundbogenfenster unterbrochenen Obergaden. Die Einwölbung des Langhauses folgt dem gebundenen System, d. h. ein Joch des Mittelschiffs fasst beiderseits je 2 Joche des Seitenschiffs zusammen.
In den Außenwänden waren ursprünglich jeweils sechs Seitenkapellen in Form von Konchen eingelassen, wobei im Laufe der Zeit zwei entfielen, eine für den linken Seitenausgang und rechts für den Zugang zur neuen Sakristei. Das Querhaus ist schmal gehalten und greift wenig über die Flucht des Langhauses mit seinen Kapellen hinaus. Den Abschluss bildet jeweils eine Apsis mit einer Kapelle.
Die Staffelchoranlage bilden vier Chorkapellen in unterschiedlichen Tiefen, wobei die einjochige Hauptchorkapelle mit einem Halbrund, die Nebenkapellen jeweils mit geradem Chor abschließen. In der Erbauungszeit befand sich rechts eine zweite Kapelle mit der ehemaligen Sakristei, bevor diese in das Klostergebäude integriert wurde. In der Vierung erhebt sich eine Pendentifkuppel mit einer lichtdurchfluteten Laterne, die jedoch erst im 18. Jahrhundert die Architekten Vanvitelli und Carlo Murena, ebenso wie den Glockenturm, in der heutigen Form errichteten.
Viele der architektonischen Proportionen und Maße entsprechen der augustinischen Zahlenlehre und Symbolik – Augustinus liebte die allegorische Bedeutung von Zahlen, z. B. die Zahl 12, die die Universalität der Kirche, die 12 Stämme Israels und die 12 Apostel symbolisiert. In Sant’Agostino tragen 12 Säulen das Hauptschiff, waren einst 12 Seitenkapellen vorhanden, beleuchten 12 Fenster die Kirche. Die Zahl 7 standen für Augustinus für das Alte Testament und die 8 für das Neue Testament, zusammen ergeben sie die Zahl 15 – zusammen tragen 15 Joche das Hauptschiff und die Seitenschiffe.

## Innenausstattung
Die Kirche birgt zahlreiche Kunstwerke von höchstem Rang.

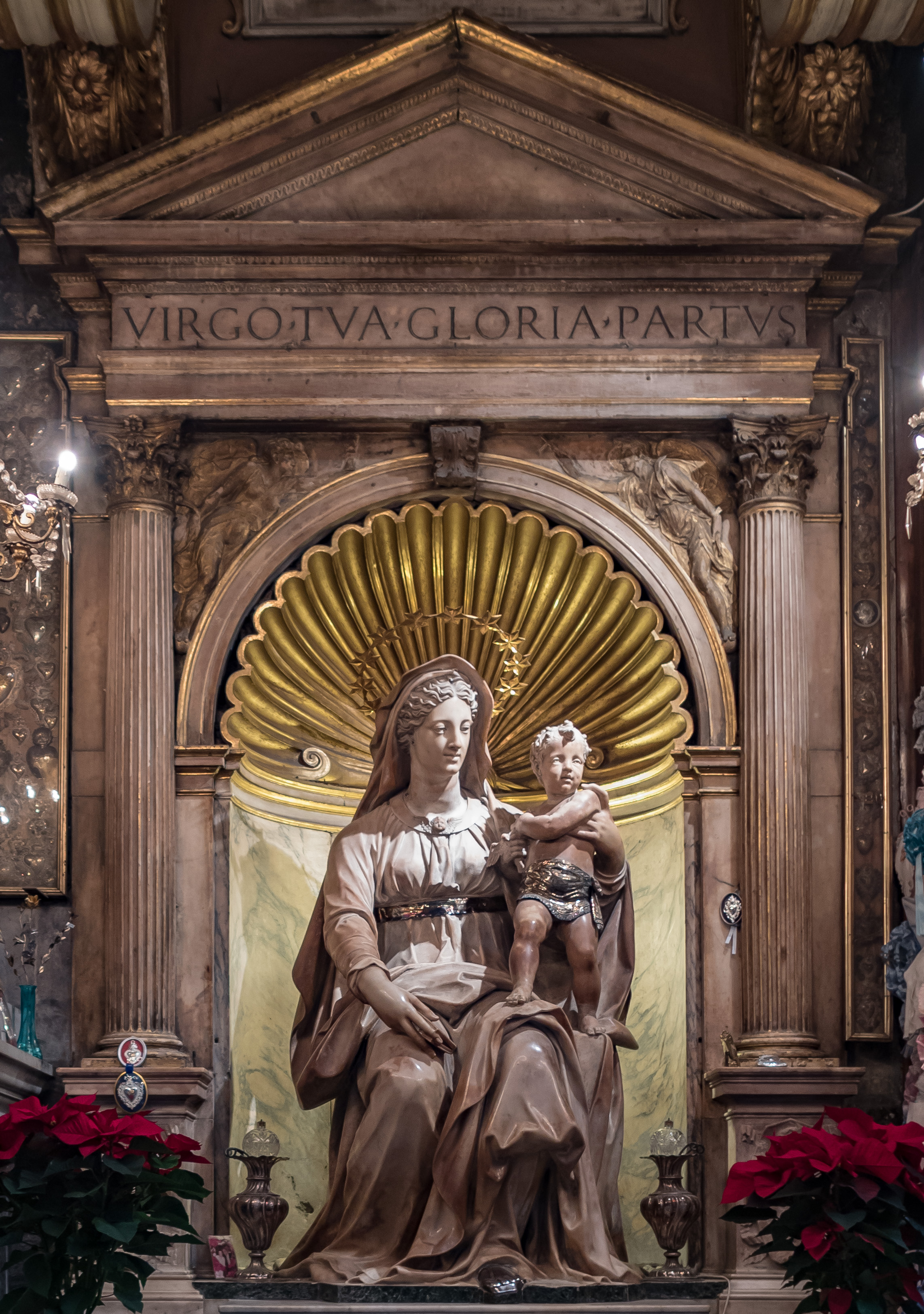
Madonna del Parto

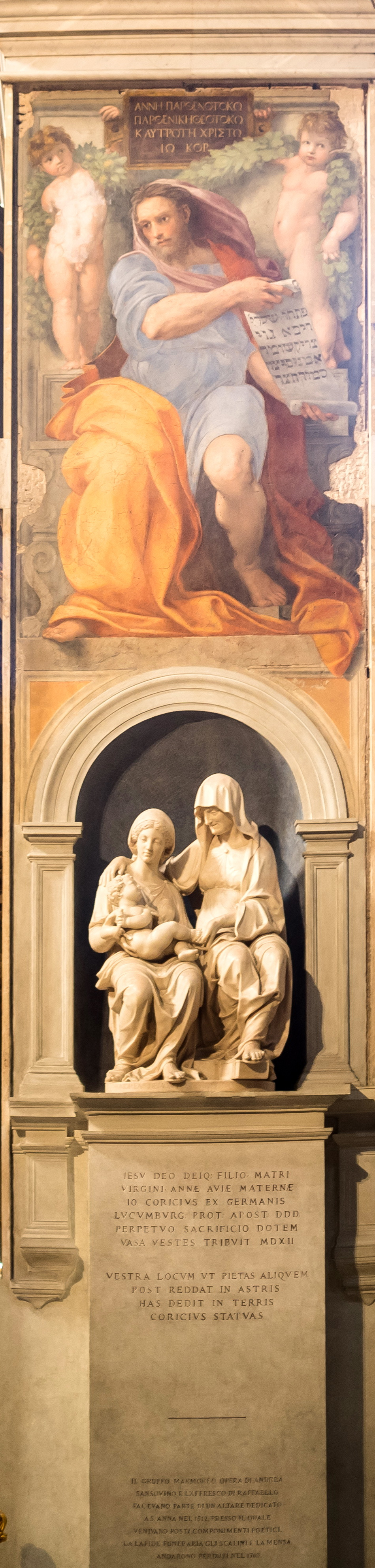
Der Prophet Jesaia und Anna selbdritt

### Hauptschiff
Direkt rechts nach dem Hauptportal befindet sich die von der Bevölkerung hochverehrte
- Madonna del Parto (1) (Madonna der Geburt), früher auch Madonna del Sasso genannt. Diese Skulptur gab 1516 der Kaufmann Giovanni Francesco Martelli für seinen Patronatsaltar bei Jacopo Sansovino in Auftrag. Seit Jahrhunderten wird diese Madonna von schwangeren Frauen besucht, um Beistand angefleht und mit unzähligen Votivgaben beschenkt. Ihr linker Fuß wurden durch die vielen frommen Hände so stark abgerieben, dass er mit einem Silberüberzug geschützt werden musste.

An der dritten Säule links im Hauptschiff sind zwei der bedeutendsten Kunstwerke der Kirche zu finden, die der luxemburgische Humanist und Apostolische Pronotar Johannes Coricius um 1510 in Auftrag gab:
- Das Fresko Der Prophet Jesaja (2) von Raffael, der es in den Jahren 1511–1512 ausführte. Vorbild für Raffael war die Darstellung der Propheten des Michelangelo in den Lünetten der Sixtinischen Kapelle. Die Inschrift in der tabula ansata über der Figur des Propheten Jesaja weist u. a. auf den Stifter hin.[9] Die Schriftrolle in der Hand des Propheten gibt ein Zitat aus dem Buch Jesaja wieder.[10] Bald nach der Fertigstellung wurde das Fresko von Daniele da Volterra zum ersten Mal restauriert und in der Folgezeit mehrfach überarbeitet, zuletzt im Jahr 1998.
- Die Marmorgruppe Anna mit Madonna und Kind (3) darunter (Abb.) stammt von Andrea Sansovino, zwischen 1510-1512 entstanden. Giorgio Vasari erwähnt dieses Werk lobend in seinen Vite[11].
- Die Kanzel (Abb.) aus polychromen Marmor – am vierten, rechten Pfeiler des Hauptschiffes – ist ein Werk des Steinmetz Carlo Spagna und wurde 1644 fertig gestellt. Sie trägt in der Frontplatte das Ordenssymbol mit dem durchbohrten Flammenherz, als Symbol der Gottes-, aber auch der Nächstenliebe („Du hast mein Herz mit deiner Liebe verwundet“ (Bekenntnisse 9,2) und das Kreuz, das Symbol, das über allem steht und auf das alle verwiesen sind.

### Querschiff

#### Rechter Flügel
- Cappella di Sant’Agostino (9) (Abb.)

Sie ist dem Namenspatron der Kirche, dem heiligen Augustinus geweiht und in ihrem ikonographischen Programm ganz auf den Kirchenlehrer und den Orden ausgerichtet. Ihre heutige Form, die rechte Apsis des Querschiffs bildend, wurde der Kapelle ab 1636 nach einem Entwurf des Architekten Vincenzo della Greca gegeben. Der 1628 geweihte Altar beherrscht mit seinem Altarbild Der Heilige Augustinus, Johannes der Evangelist und der Heilige Hieronymus, ein Werk des Barockmalers Guercino, das Zentrum der Apsis. Er wird von vier Säulen aus afrikanischem Marmor flankiert. Giovanni Lanfranco zugeschrieben werden die Ölgemälde an den Seiten: Der hl. Augustinus empfängt den Erlöser als Pilger (links) und Der hl. Augustinus besiegt die Häresie (rechts). In der reich mit vergoldetem Stuck geschmückten Apsiskalotte sind drei Fresken mit Darstellungen von Szenen aus dem Leben des Augustinus von Giovanni Battista Speranza (1600–1640).
- Das Grabmonument für Kurienkardinal Giuseppe Renato Imperiali (Abb.) († 1737) links der Kapelle, dem Großneffen des Kardinals Lorenzo, der ein ähnliches Monument im linken Querschiff hat, stammt im Entwurf von Paolo Posi; die allegorischen Skulpturen Mitleid, Stärke und Ruhm sind Werke von Pietro Bracci (1741).

#### Vierung

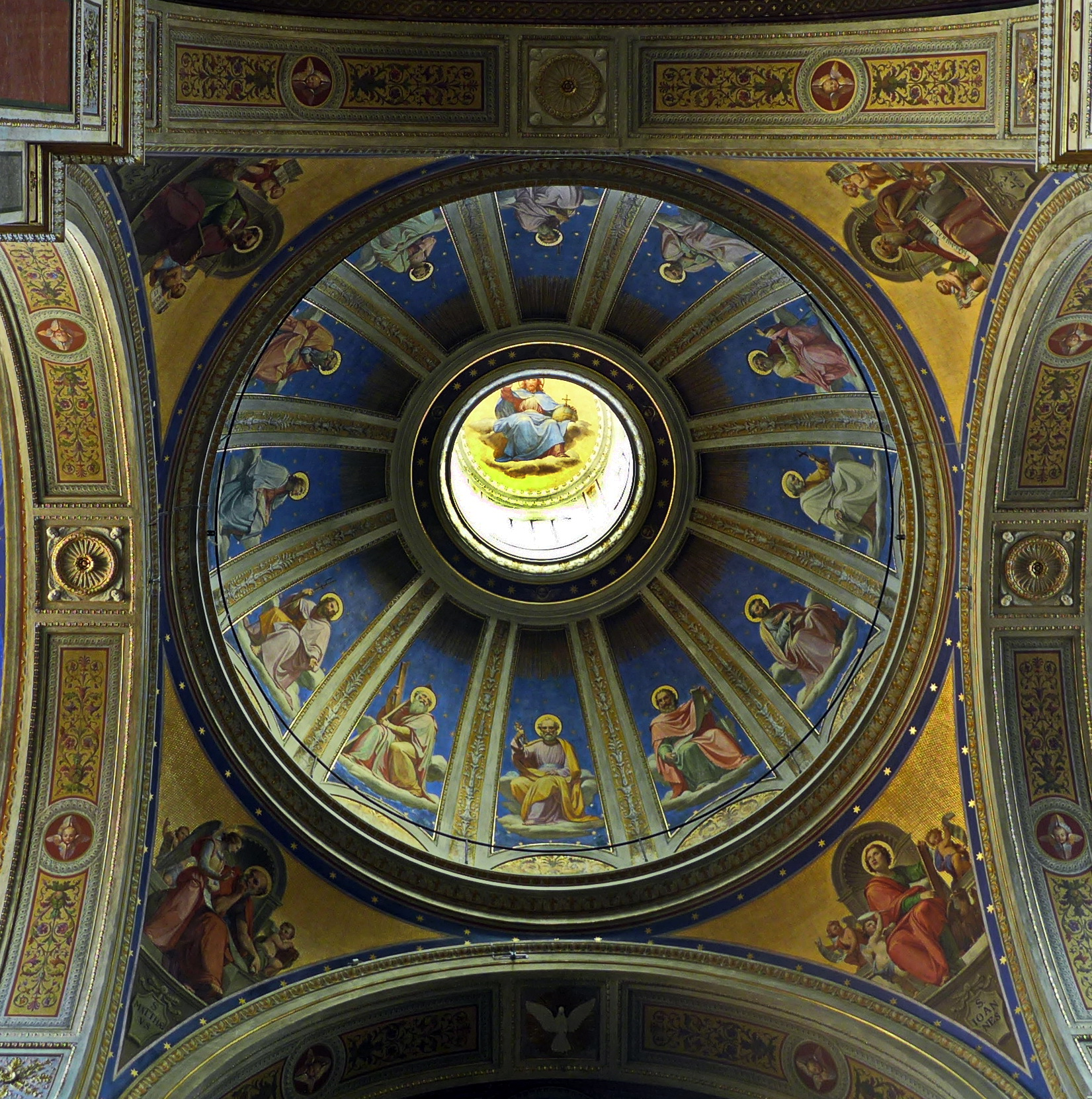
Vierungskuppel

Die Kuppel stützt sich über vier Pendentifs auf vier Pfeiler. Die Fresken in der Kuppel stammen von Pietro Gagliardi aus dem 19. Jahrhundert. Am Boden links vor dem Hochaltar erinnert eine Marmorplatte an den Theologen und Humanisten Kardinal Egidio da Viterbo (Abb.), Generalprior der Augustiner, zu dem 1511 die Romreise Martin Luthers geführt hatte.

#### Linker Flügel
- Cappella di San Tommaso di Villanova (14) (Abb.)

Den Abschluss des linken Querschiffs bildet die dem hl. Thomas von Villanova, Erzbischof von Valencia und Augustinermönch, geweihte Kapelle. Das Patronat hat die Familie Pamphilj inne. Fürst Camillo Pamphilj finanzierte 1660 die reiche Ausstattung der Kapelle, deren Entwurf von Pietro da Cortona stammt und von Giovanni Maria Baratta ausgeführt wurde. Die lebensgroße, expressive Marmorskulptur auf dem Altar Hl. Thomas von Villanova und die Barmherzigkeit (Abb.) von Melchiorre Cafà wurde nach dessen Tod durch seinen Meister Ercole Ferrata von 1663 bis 1669 vollendet. Die Stuckreliefs an den Seiten  Episoden aus dem Leben des Heiligen schuf Andrea Bergondi um 1760.
- Das Grabdenkmal für Kardinal Lorenzo Imperiali (Abb.) († 1673), rechts der Kapelle, ist ein Werk des toskanischen Bildhauers Domenico Guidi. Es stellt den Kardinal versunken im Gebet dar, umgeben von allegorischen Darstellungen der Zeit, dem Tod und des Ruhms.

### Apsiskapellen, Chor und Hochaltar

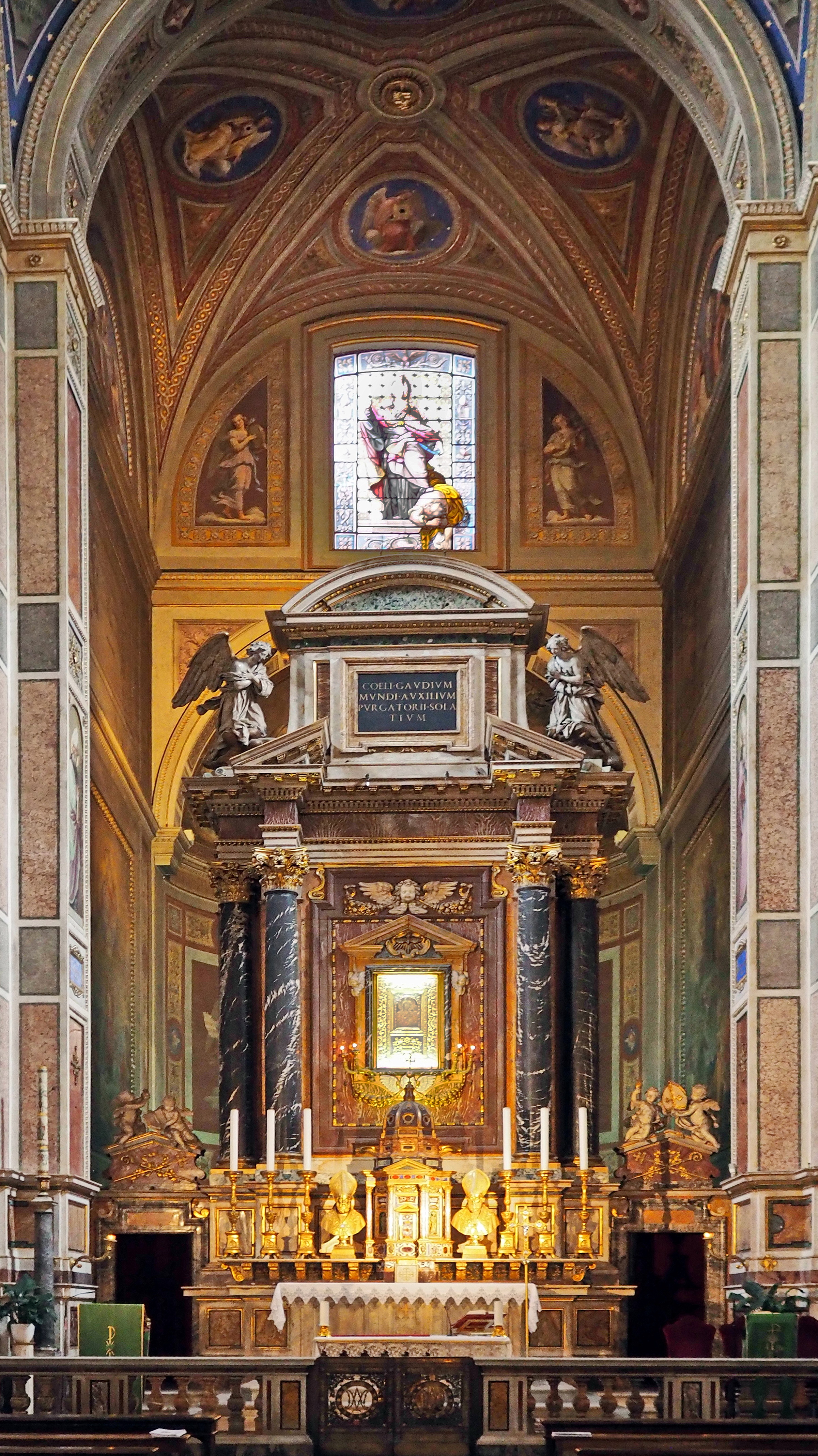
Hochaltar

- Cappella di San Nicola da Tolentino (10) (Abb.)

Die Kapelle rechts vom Hauptaltar ist dem heiligen Nikolaus von Tolentino, dem wundertätigen Prediger und ersten Heiligen des Augustiner–Ordens, geweiht. Die Innenausstattung, insbesondere die Freskierung der Decke, gestiftet von Vincenzo Tutavilla, Graf von Sarno, erfolgte nach der Wiedereinführung des Namensfestes des hl. Nikolaus durch Papst Sixtus V. 1585. Die Szenen aus dem Leben des hl. Nikolaus stammen von Giovanni Battista Ricci und Vincenzo Conti. Die vier Kirchenlehrer an den vier Gewölbeachsen wurden von Andrea Lilli da Ascona und Giovanni Battista Ricci gemalt, die restlichen Fresken von Pietro Gagliardi um 1861: z. B. Vision des hl. Nikolaus während der Messe (rechts), Ende der Pest in Córdoba (links). Die Altartafel ist ein Werk des Tommaso Salini Der hl. Nikolaus tritt auf den Teufel, die Welt und das Fleisch, im Stil Caravaggios zu Beginn des 17. Jahrhunderts.
- Der Hochaltar (11), der den Chor und die Apsis nahezu vollständig verdeckt, ist ein Entwurf von Gian Lorenzo Bernini oder Orazio Turriani, dem Architekten des Klosters aus den Jahren 1626 bis 1628 im Auftrag des Generalpriors Hieronymus de Ghettis de Roma. In der Basis des Altars sind noch Teile des ursprünglichen Altarantependiums (1485) erhalten. Das Zentrum des Altars wird von einer reich ausgestatteten Ädikula gebildet, in der sich eine byzantinische Madonna befindet. Es handelt sich um eine Ikone vom Typ Hodigitria, die gemäß einer Inschrift auf deren Rückseite aus der Hagia Sophia in Konstantinopel stammen und nach der Eroberung der Stadt von dem Spender namens Clemente de Toscanella 1482 nach Rom verbracht worden sein soll. Möglicherweise ist sie aber auch eine italienische Arbeit aus dem 14. Jahrhundert. Der Altaraufbau wird oben von einem Tympanon mit einer Inschrift zu Ehren der Jungfrau[12] abgeschlossen.
- Chor und Apsis sind durch zwei Durchgänge rechts und links des Hauptaltars zu betreten. An den Seiten der Durchgänge befinden sich Paare von Putti (Abb.)(Abb.); Werke von Pietro Bracci. Die Fresken an den Seitenwänden und der Apsiskalotte wurden im Zuge der Erneuerung der Bemalung der Kirche von Pietro Gagliardi (1855–1868) geschaffen. Das Chorgestühl stammt aus dem Jahr 1760.[13]

- Cappella di Santa Monica (12)

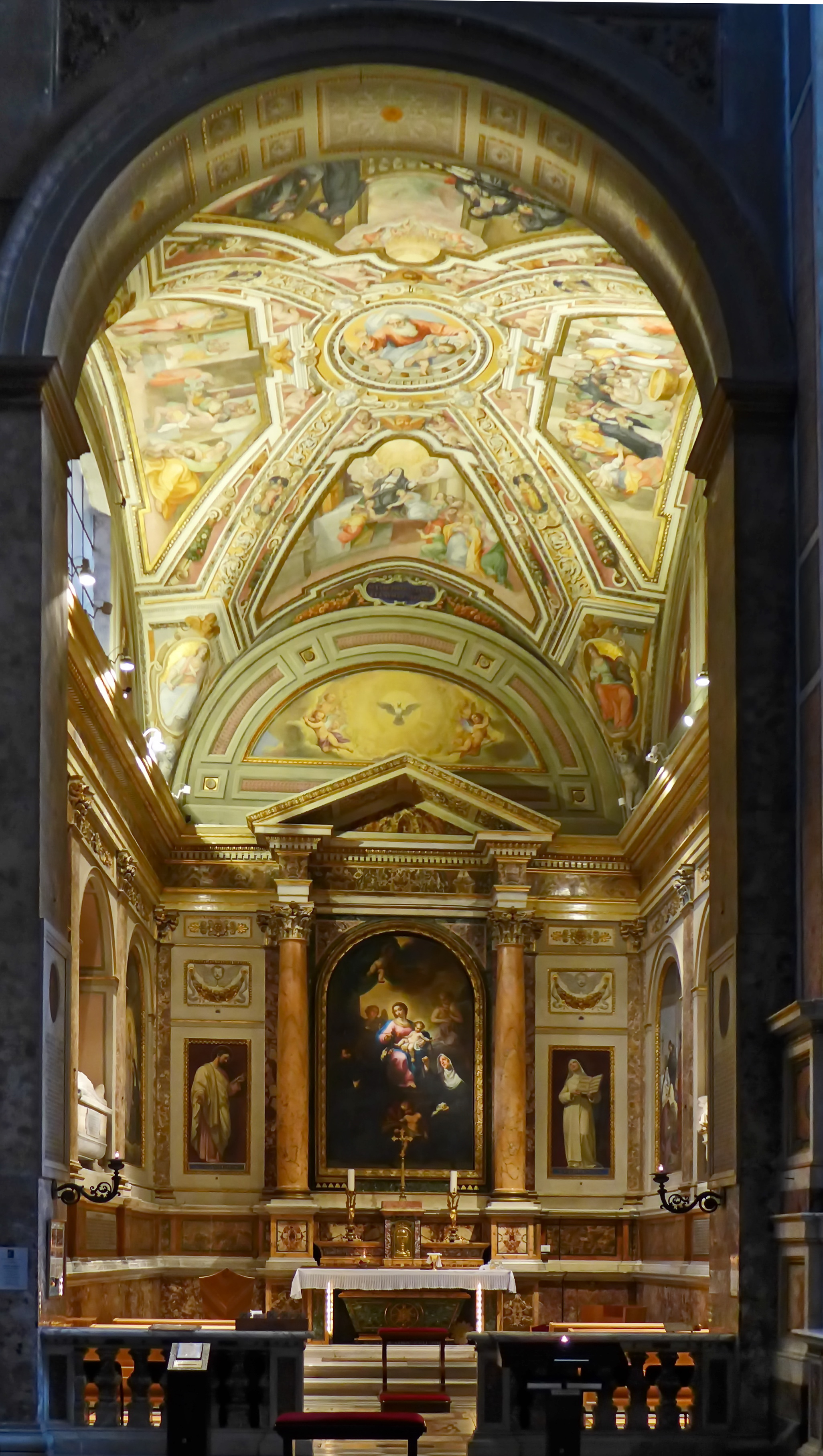
Cappella Santa Monica

Die Kapelle links vom Hauptaltar ist der hl. Monika von Tagaste, der Mutter des Augustinus, geweiht. Sie wurde von Maffeo Vegio in Auftrag gegeben und im Laufe der Jahrhunderte mehrfach restauriert. Das Grabmonument für die Heilige (Abb.) an der linken Wand besteht aus dem ursprünglichen Sarkophag und der Isaia da Pisa zugeschriebenen Liegefigur (1455). Die originale Inschrift auf dem Grabdenkmal (Abb.) ist heute in einem der beiden Höfe in der Via della Scrofa zu sehen. 1566 wurde das Grabdenkmal verändert. Die Figuren der vier Kirchenlehrer, einst Bestandteil des Ensembles befinden sich heute im Vestibül (15) des linken Seitenausgangs. Im Zuge der Renovierungen durch Vanvitelli wurden die sterblichen Überreste der Heiligen in die Urne aus grünem Marmor unter dem Altar gegeben. Ihr Grabdenkmal in der Nische der linken Wand ist aus Stücken früherer Grabmäler zusammengefügt. Das Altarbild, ein Werk des Giovanni Gottardi aus der Zeit um 1760 stellt Die Madonna zwischen den Heiligen Augustinus und Monika dar. Die Fresken an der Decke aus dem 16. Jahrhundert stammen von Giovanni Battista Ricci; sie stellen Gott Vater im Zentrum und Szenen aus dem Leben der hl. Monika in den Zwickeln dar. Die Fresken an den Seiten und in der rechten Lünette stammen aus dem 19. Jahrhundert. An der rechten Wand befindet sich das Grabdenkmal für Kardinal Pietro Grifi aus Forlì († 1516), päpstlicher Legat unter Papst Alexander VI. in Frankreich und England. Die Grabplatte für Maffeo Vegio (Abb.), ebenfalls ein Isaia da Pisa zugeschriebenes Werk, befand sich ehemals in der Kapelle. Im Zuge der Umbauten wurde sie entfernt und an einer Wand des Innenhofes in der Via della Scrofa eingemauert.
- Cappella dell’Incoronazione della Vergine (13)

Die Kapelle zur Krönung der Jungfrau ist Augustinus und Wilhelm von Malavalle, auf den der strenge Männerorden der Wilhelmiten zurückgeht, geweiht. Mit der Ausstattung beauftragte die Familie Bongiovanni den Maler Giovanni Lanfranco zwischen 1613 und 1616. Es ist eines seiner frühen Werke. Auf dem Altar: die Krönung der Jungfrau und die Heiligen Augustinus und Wilhelm – obwohl beide in unterschiedlichen Zeiten und Regionen gelebt haben, werden sie vielfach gemeinsam abgebildet. An der rechten Seitenwand: Augustinus in Meditation über die Dreifaltigkeit, an der linken Seitenwand: Der hl. Wilhelm wird von der Jungfrau geheilt. Die Fresken in der rechten Lünette und an der Decke: Die Apostel vor dem leeren Grab der Jungfrau und Mariä Himmelfahrt.

### Kapellen im rechten Seitenschiff

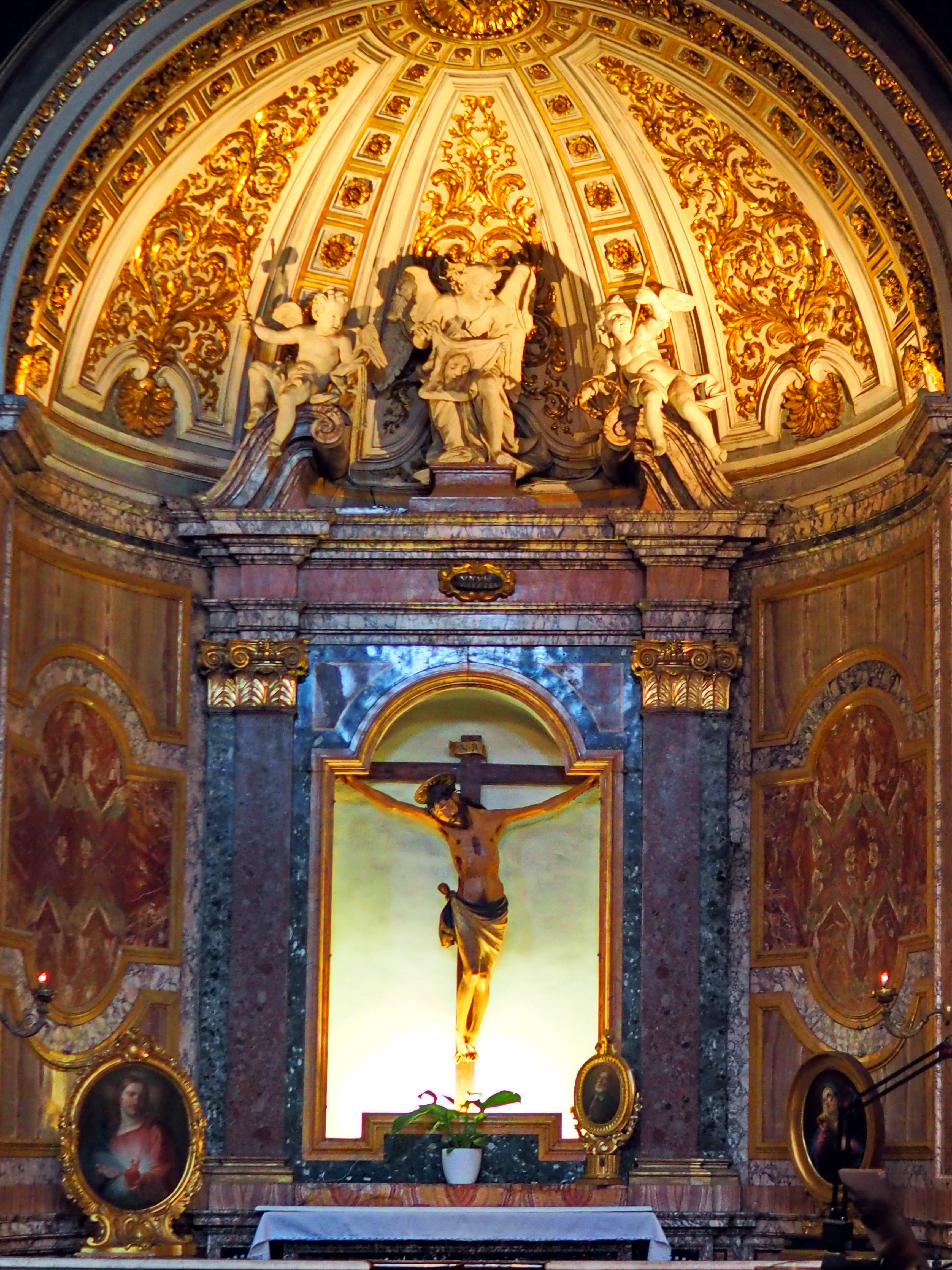
Cappella del Crocifisso

- Cappella di Santa Caterina d’Alessandria (4) (Abb.)

Die Kapelle ist der heiligen Katharina von Alexandrien geweiht. Das Patronat war im 16. Jahrhundert der Familie Mutini anvertraut, die auch die Ausschmückung mit Stuck- und Goldornamenten veranlasste. Im 18. Jahrhundert ging das Patronat auf die Familie Gottifredi über. Die Kapelle wurde dabei restauriert und die Engel mit den Symbolen der hl. Katharina über den beiden Grabmale gemalt. Das Altarbild zeigt die Die Krönung der hl. Katharina (Öl auf Schiefer) von Marcello Venusti (1550–1560). Die kleineren Gemälde an den Seiten: rechts Der hl. Laurentius von Rom und links Der hl. Stephanus (Öl auf Papier) sind ebenfalls Werke von Venusti. In der Apsiskalotte sind in drei Rundbildern die Kardinaltugenden dargestellt (16. Jahrhundert).
- Cappella di San Giuseppe (5) (Abb.)

Die Kapelle ist dem Heiligen Joseph geweiht. Die ursprüngliche Ausschmückung wurde im Auftrag des Kardinals Giovanni Battista Castagna, dem späteren Papst Urban VII., von Avanzino Nucci (1587–1588) ausgeführt. Von diesen Fresken sind noch zwei Fragmente an den Seitenwänden erhalten: Johannes der Evangelist (rechts) und Johannes der Täufer (links) sowie die drei Rundbilder in der Apsiskalotte, die Legenden der Jungfrau darstellend. 1859 übernahm der Maler Pietro Gagliardi das Patronat über die Kapelle, finanzierte deren Restaurierung und malte für sie zwei Gemälde, die sich heute in der Sakristei befinden: Die Vermählung der Jungfrau und Das Hinscheiden des hl. Josef. Das Altarbild Madonna della Rosa ist eine Kopie nach Raffaels gleichnamigen Gemälde und stammt von dem sonst unbekannten Maler Domenico Spagnolo.
- Cappella di Santa Rita (6) (Abb.)

Die Kapelle ist der hl. Rita von Cascia geweiht. 1670 übernahm Bischof Giuseppe Eusanio das Patronat von der Familie Benimbene und finanzierte die Erneuerungsarbeiten durch Giovan Battista Contini. Das Altarbild von Giacinto Brandi (1670) stellt Die Ekstase der hl. Rita dar. Die Fresken im Gewölbe und die Ölbilder an den Seiten stammen von Pietro Locatelli, einem Schüler des Pietro da Cortona (um 1686): im Gewölbe Erscheinung der hl. Rita; an der rechten Wand Die hl. Rita als Kind umgeben von Bienen und links Das Hinscheiden der hl. Rita.
- Cappella di San Pietro (7) (Abb.)

Die Kapelle war ursprünglich der Verkündigung geweiht, seit der Übernahme des Patronates durch die Familie Casali, dem Apostel Petrus. Von der ursprünglichen Ausstattung der Kapelle ist lediglich das dem Pinturicchio zugeschriebene Tempera im Tympanon Gottvater umgeben von Cherubim (Abb.) erhalten.
Auf dem Altar steht die Marmorgruppe Die Schlüsselübergabe von Giovanni Battista Cassignola (1569). Von Giuseppe Vasconio (Anfang 17. Jahrhundert) stammen die Fresken Engel im Gewölbe und an den Seitenwänden rechts Die Unbefleckte Empfängnis und links Die Himmelfahrt.
- Cappella del Crocifisso (8) (Abb.)

Die Kapelle ist dem gekreuzigten Christus geweiht. Seit der ersten Hälfte des 18. Jahrhunderts hat die Familie Conti das Patronat inne. Das bemerkenswerte, aus Holz geschnitzte und gefasste Kruzifix stammt aus dem späten 15. Jahrhundert und ist möglicherweise eine nordeuropäische Arbeit. Die Verkleidung der Wand mit polychromem Marmor wurde in der Mitte des 17. Jahrhunderts angebracht. Ebenfalls aus dieser Zeit stammt die Verzierung mit vergoldetem Stuck in den drei Zwickeln der Kalotte und die Figurengruppe über dem Tympanon Engel mit den Passionswerkzeugen. Der hl. Filippo Neri soll vor diesem Kruzifix seine täglichen Andachten gehalten haben, als er in Rom bei den Augustinern studierte.

### Kapellen im linken Seitenschiff
- Vestibül (15) – linker Seitenausgang

Ursprünglich befand sich an dieser Stelle des linken Seitenschiffes eine Kapelle, die 1661 durch das heutige Vestibül mit Ausgang zur Via dei Pianellari ersetzt wurde. Im Zuge der Neugestaltung fanden einige bemerkenswerte Kunstwerke der Kirche hier ihren neuen Platz: Ein Relief mit Kruzifix und den beiden Heiligen Kosmas und Damian (Abb.) wird dem Bildhauer Luigi Capponi zugeschrieben. Die vier Kirchenväter: Augustinus, Gregor der Große, Ambrosius von Mailand und Hieronymus zugeschrieben Isaia da Pisa, befanden sich bis 1760 in der Kapelle der hl. Monica. Die Grabdenkmale für Giovanni Antonio Lomellini (Abb.), für Pentesileia Grifi und für den Archidiakon Carlo Verardi (Abb.) stammen aus dem frühen 16. Jahrhundert. Das über der Türe befindliche Relief Christus von zwei Engeln getragen (Abb.) wird Giovanni Dalmata zugeschrieben.

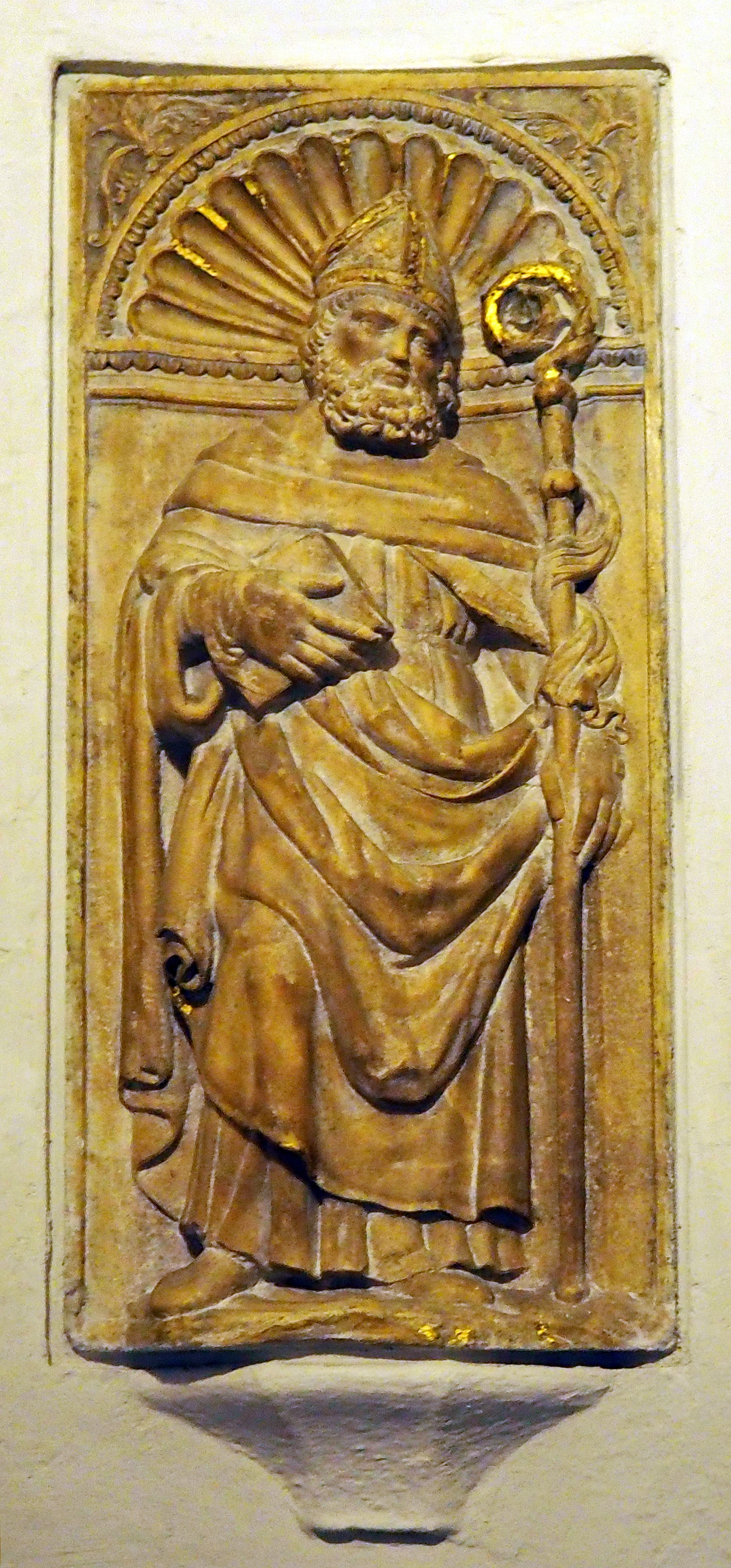
Augustinus
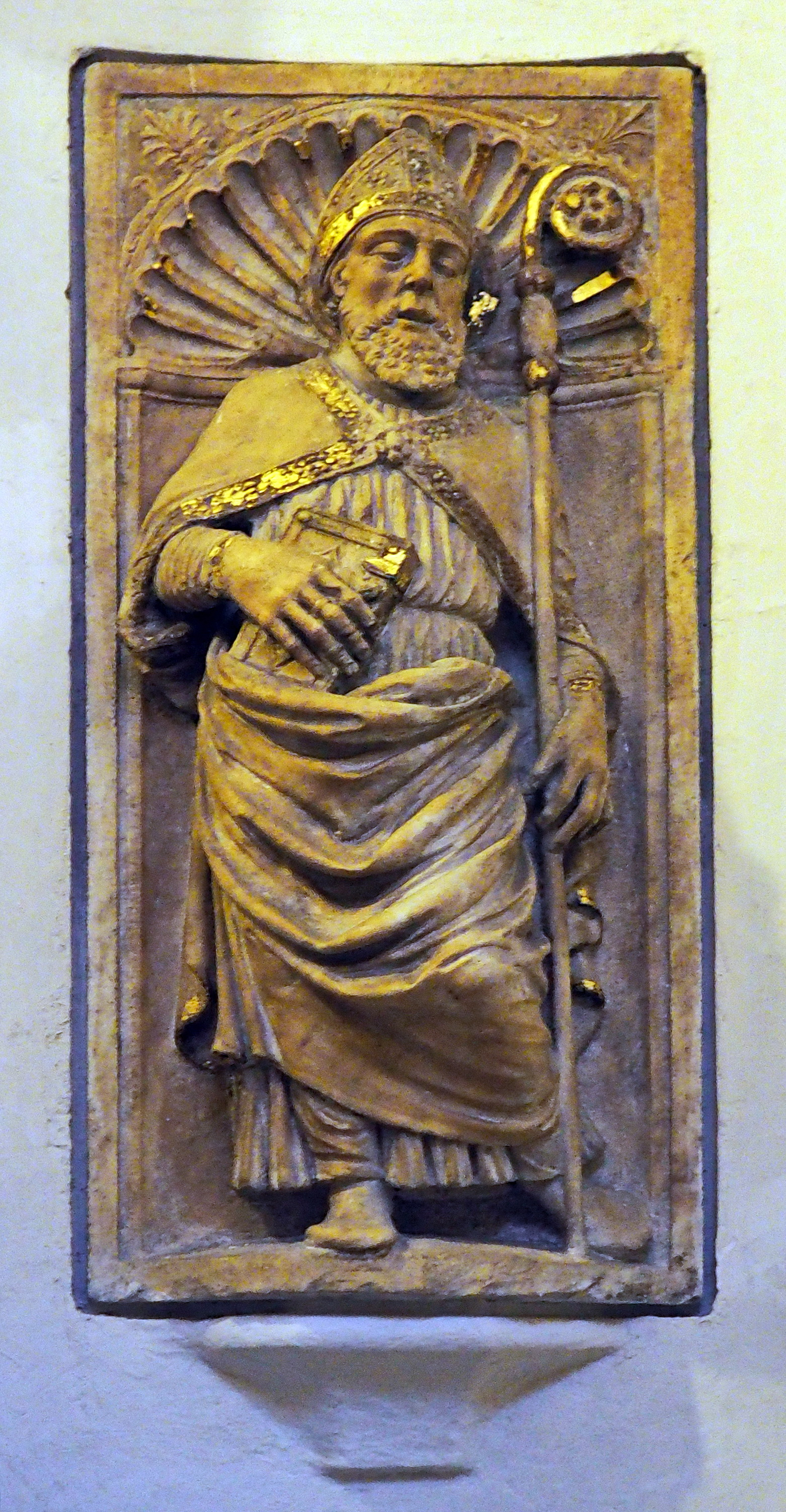
Ambrosius
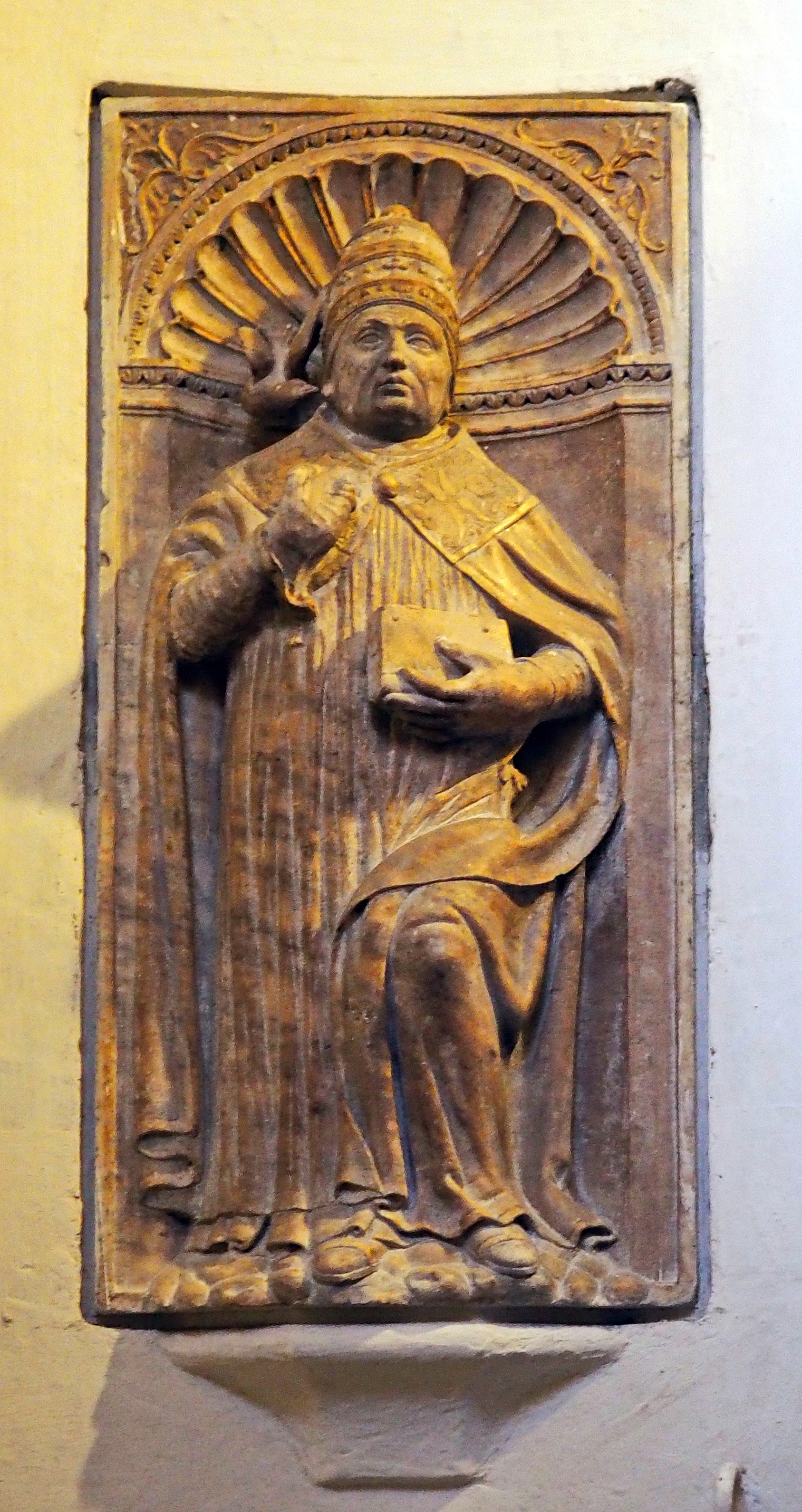
Gregor der Große
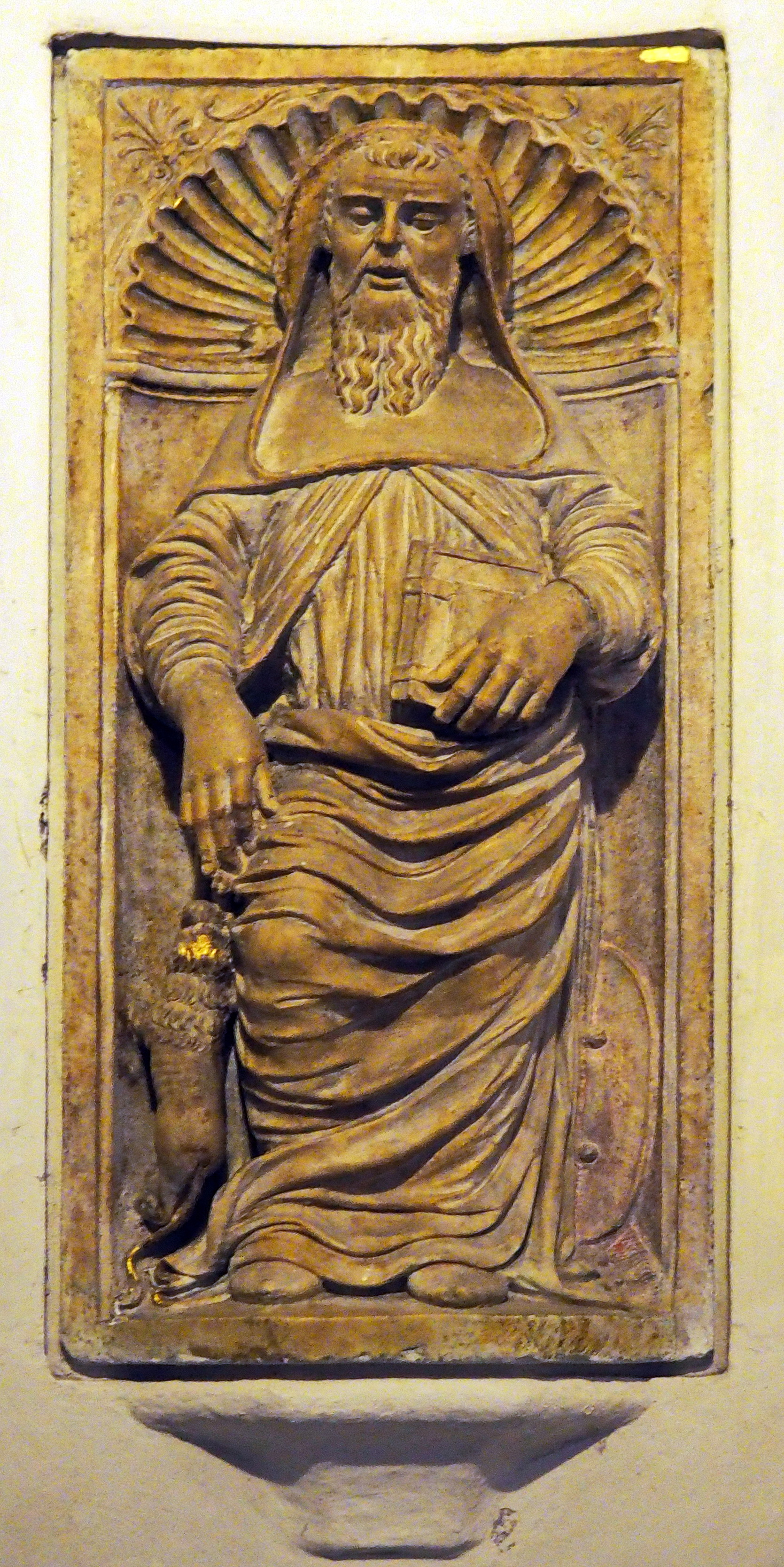
Hieronymus

- Cappella di San Giovanni da Facondo di Sahagún (16) (Abb.)

Die Kapelle ist dem hl. Johannes von Sahagún geweiht. 1660 übernahm Fürstin Camilla Orsini Borghese das Patronat. Das Ölgemälde auf dem Altar Wunder und Vision des Heiligen sowie die Wandmalereien stammen von Giacinto Brandi, um 1660: Der Heilige befreit einen Besessenen (rechts), Der Heilige bei Kranken (links) und in der Apsiskalotte Der Heilige hilft Kranken und die Vision der Dreifaltigkeit.

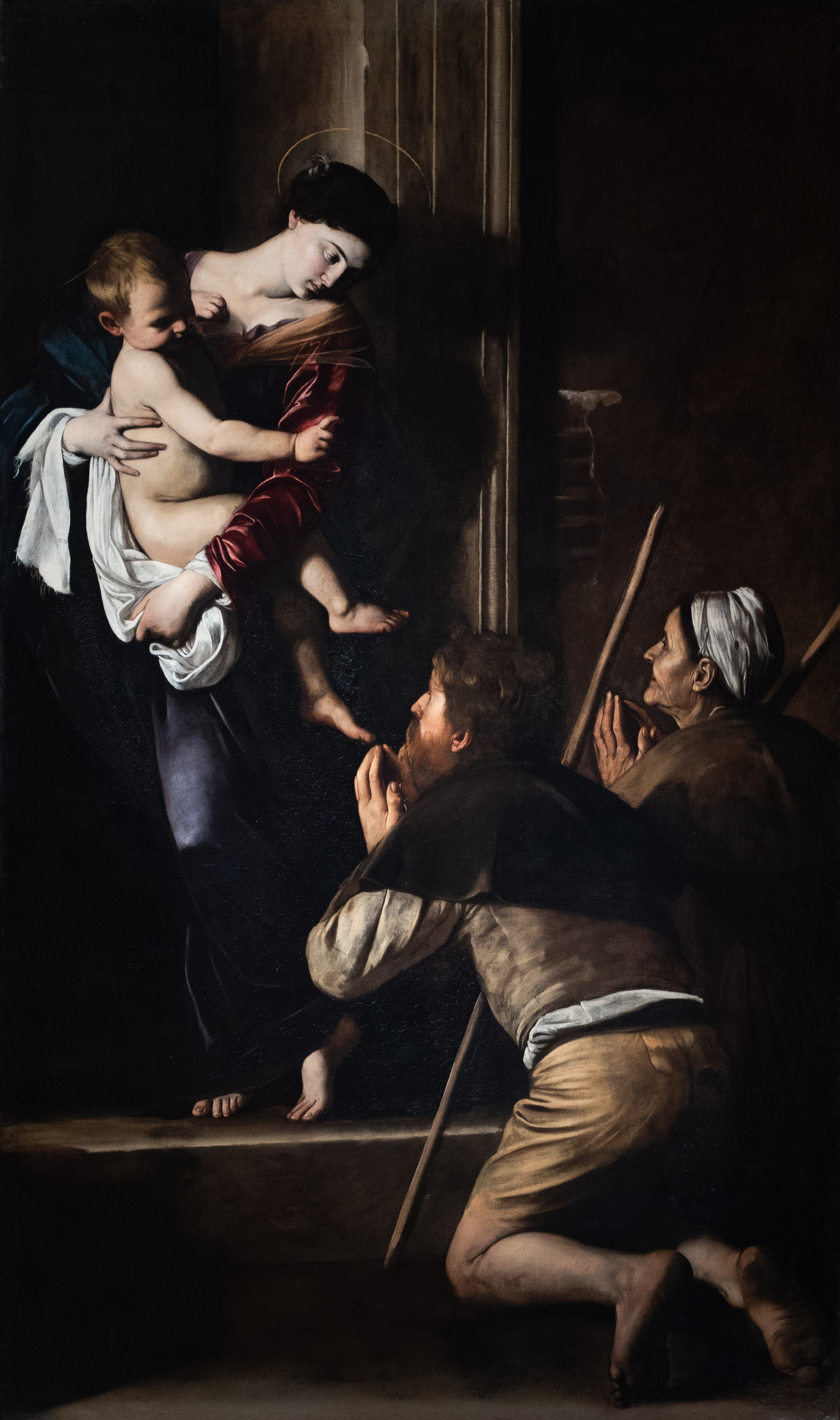
Caravaggio – Madonna di Loreto

- Cappella di Santa Apollonia (17) (Abb.)

Die Kapelle wurde 1660 der hl. Apollonia geweiht. Das Altarbild Die Heilige Apollonia im Kerker ist ein Werk des Girolamo Muziano (um 1585). Die Ölgemälde an den Seiten stammen von Francesco Rosa, einem Schüler Nicolas Poussins: Das Martyrium (rechts), Die Unschuld (links), ebenso das Fresko in der Kalotte Verherrlichung der hl. Apollonia, alle auf ca. 1660 datiert.
- Cappella di Santa Chiara da Montefalco (18) (Abb.)

Die Kapelle war ursprünglich dem hl. Claudius von Condat, in der Mitte des 18. Jahrhunderts der hl. Klara von Montefalco geweiht. Das Altarbild Christus erscheint der Heiligen Klara ist ein Werk des Neapolitaners Sebastiano Conca (um 1751). Die Fresken in der Apsis und an den Seiten stammen aus dem 18. Jahrhundert: Die heilige Klara im Gebet (rechts), Die Heilige vor Christus (links) und in der Apsiskalotte von Girolamo Nanni Legenden um die Heilige und die Passionswerkzeuge.
- Cappella Angelo Pio (Abb.)

Die Kapelle war ursprünglich unter dem Patronat der Familie Attavanti aus Florenz, das 1645 Angelo Piò übernahm und Gian Lorenzo Bernini mit einem Neuentwurf des Raumes beauftragte. Die Kapelle ist der Himmelfahrt Marias geweiht. Das Altarbild Die Aufnahme in den Himmel, ein Werk des Bernini–Mitarbeiters Guido Ubaldo Abbatini (1649) und das Deckenfresko mit den Engeln in den Wolken nehmen die Thematik auf. Im Zuge der Renovierungsarbeiten durch Vanvitelli und Carlo Murena wurde das Gemälde zerstört und stattdessen Sansovinos Gruppe Anna selbdritt in die Nische gestellt. Seitdem wird die Kapelle auch Annenkapelle genannt. 1981 stellte man die Figurengruppe zurück in das Hauptschiff. Heute besteht die Ausschmückung in zwei ähnlichen Grabmonumenten: Rechts für Angelo Pio († 1649) und links für dessen Neffen Baldassarre († 1674).
- Cappella Cavalletti bzw. Cappella della Madonna di Loreto (20) (Abb.)

Der ursprüngliche Name der Kapelle war Cappella della Pietà. Im September 1500 erhielt Michelangelo Buonarrotti den Auftrag ein Altarbild für die Kirche anzufertigen. Er verließ jedoch Rom bald darauf und konnte den Auftrag nicht ausführen. Ein unbekannter Maestro Andrea wurde daraufhin mit der Anfertigung eines Vesperbildes (Tavola della Pietà) für die Kapelle beauftragt, welches 1502 angebracht wurde. 1506 hat die berühmte Kurtisane Fiammetta die Kapelle erworben. 1603 übernahm die Familie des apostolischen Notars Ermete Cavalletti das Patronat, weihte sie der Madonna von Loreto und beauftragte Caravaggio mit der Anfertigung des Altarbildes Madonna di Loreto, besser bekannt als Madonna dei Pellegrini (Madonna der Pilger). Das Vesperbild schenkten die Augustiner dem Kardinal Scipione Caffarelli Borghese. Caravaggios Madonna wurde 1606 über dem Altar der Kapelle angebracht. In der Apsis und an den Seitenwänden befinden sich Fresken von Cristoforo Casolani (Anfang 17. Jahrhundert): Der hl. Wilhelm von Malavalle (rechts), Die hl. Maria Magdalena (links), in der Apsiskalotte Die Verkündigung, Die Krönung Mariens und Die Geburt Jesu.

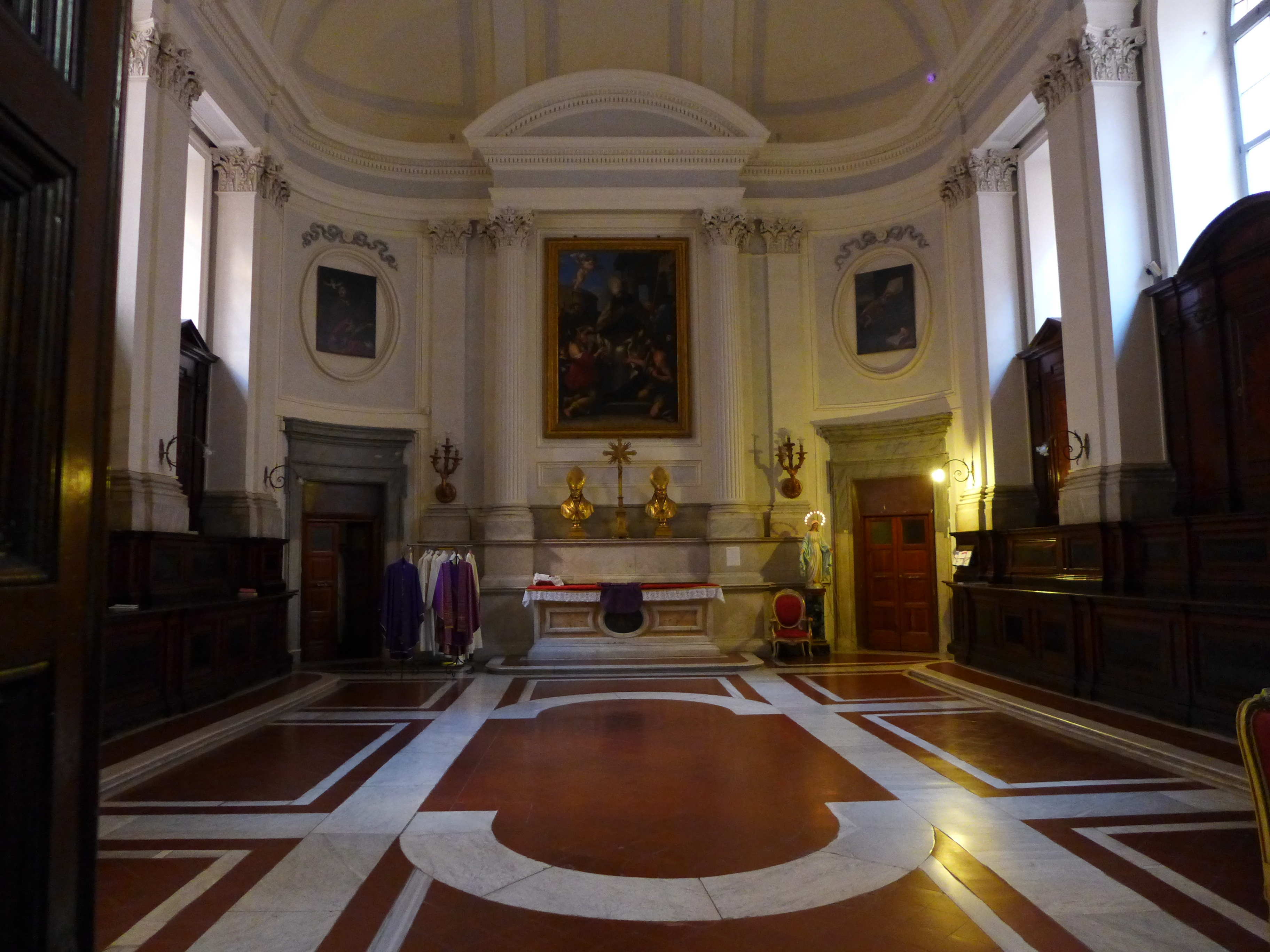
Sakristei

### Sakristei
Zwischen der Cappella del Crocifisso und dem rechten Querschiff befindet sich der Zugang zur neuen Sakristei (Abb.). Die alte Sakristei, die vom rechten Querschiff aus zugänglich war, fiel 1646 einer Erweiterung des Konventsgebäudes zum Opfer. Die neue Sakristei wurde zwischen 1756 und 1760, möglicherweise nach einem Entwurf von Luigi Vanvitelli, durch den Architekten Carlos Murena als quadratischer Raum mit abgerundeten Ecken erbaut. Die Deckengemälde führte im 19. Jahrhundert Pietro Gagliardi aus.  Links vom Eingang die Büste des Kardinals und Kustos der Vatikanischen Bibliotheken Enrico Noris (1631–1704), rechts jene des Kirchenhistorikers Onofrio Panvinio (1530–1568) und über dem Eingang die Büste sowie eine Gedenktafel für den Erbauer und Mäzen der Kirche Kardinal Guillaume d’Estouteville (Abb.). Bemerkenswert an der rechten Seite dieses Raumes sind zwei Prälaten-Grabmale aus dem 15. Jahrhundert, bei denen die Toten als Gisants auf antiken Sarkophagen dargestellt sind: Kardinal Alessandro Oliva di Sassoferrato (Abb.) und Bischof Giorgio Bonannunzio (Abb.).

## Orgel

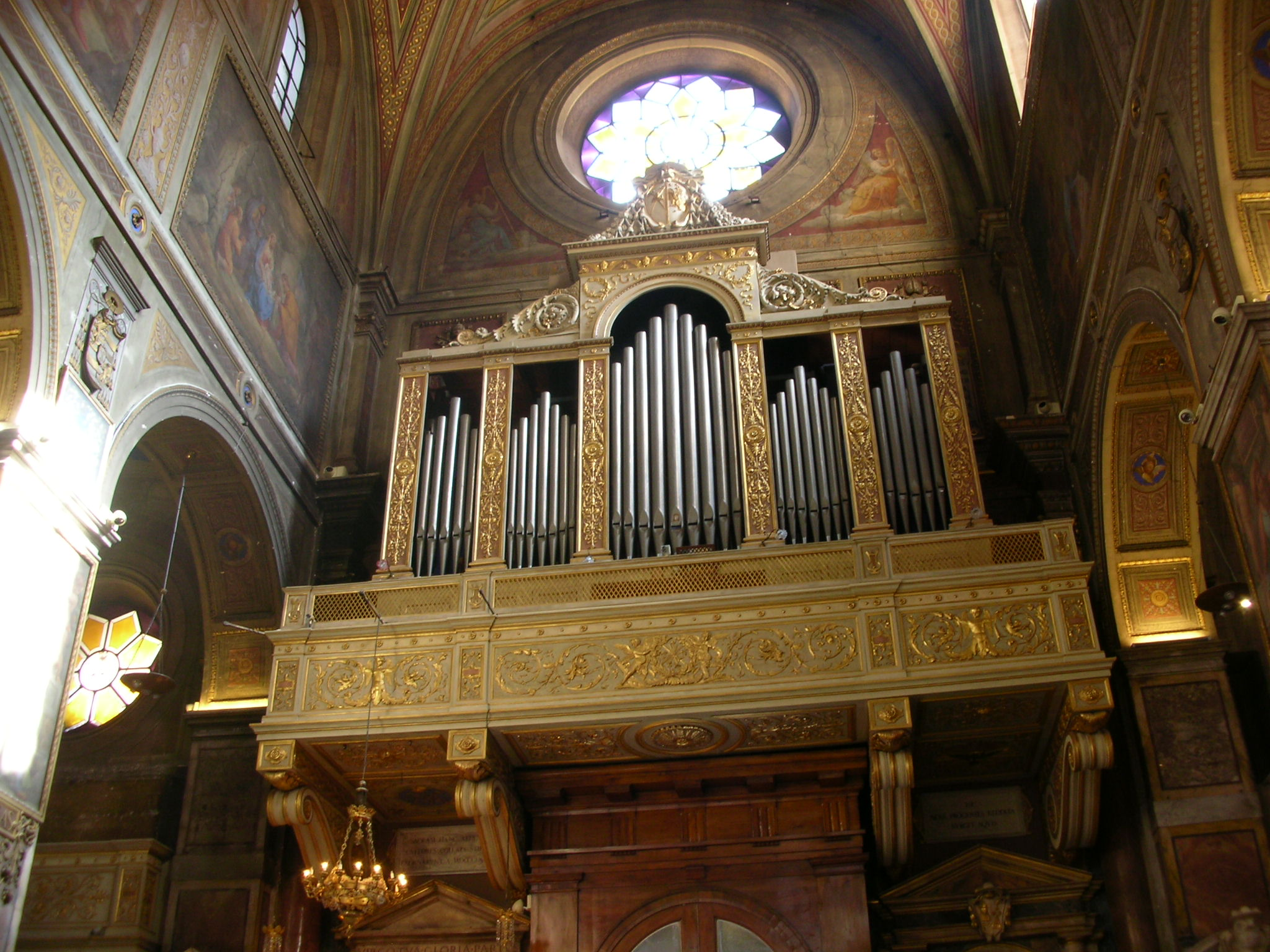
Orgel

Die Geschichte der Orgeln reicht zurück in das Jahr 1431. Das heutige Instrument (Abb.) stammt aus dem Jahr 1905. Es wurde von dem Orgelbauer Carlo Vegezzi-Bossi erbaut. Die Orgel hat 32 Register auf drei Manualen und Pedal. Die Trakturen sind pneumatisch.
| I Hauptwerk C–a3  |       |
| Principale        | 16′   |
| Diapason          | 8′    |
| Dulciana          | 8′    |
| Flauto            | 8′    |
| Ottava            | 4′    |
| Duodecima         | 2 ⁄3′ |
| Decimaquinta      | 2′    |
| Ripieno Grave IV  |       |
| Ripieno Acuto III |       |
| Tromba            | 8′    |

| II Rückpositiv C–a3 |     |
| Bordone             | 16′ |
| Principale          | 8′  |
| Unda Maris          | 8′  |
| Salicionale         | 8′  |
| Flauto              | 4′  |
| Ottava Eolina       | 4′  |
| Flautino            | 2′  |

| III Schwellwerk C–a3 |    |
| Principale           | 8′ |
| Bordone              | 8′ |
| Viola Gamba          | 8′ |
| Voce Celeste         | 8′ |
| Coro Viole           | 8′ |
| Flauto Armonico      | 4′ |
| Ottava Eolina        | 4′ |
| Pienino III          |    |
| Oboe                 | 8′ |
| Voce corale          | 8′ |

| Pedal C–f1   |     |
| Contrabbasso | 16′ |
| Subbasso     | 16′ |
| Basso        | 8′  |
| Bordone      | 8′  |
| Violoncello  | 8′  |
| Bombarda     | 8′  |

## Kloster und Kreuzgang

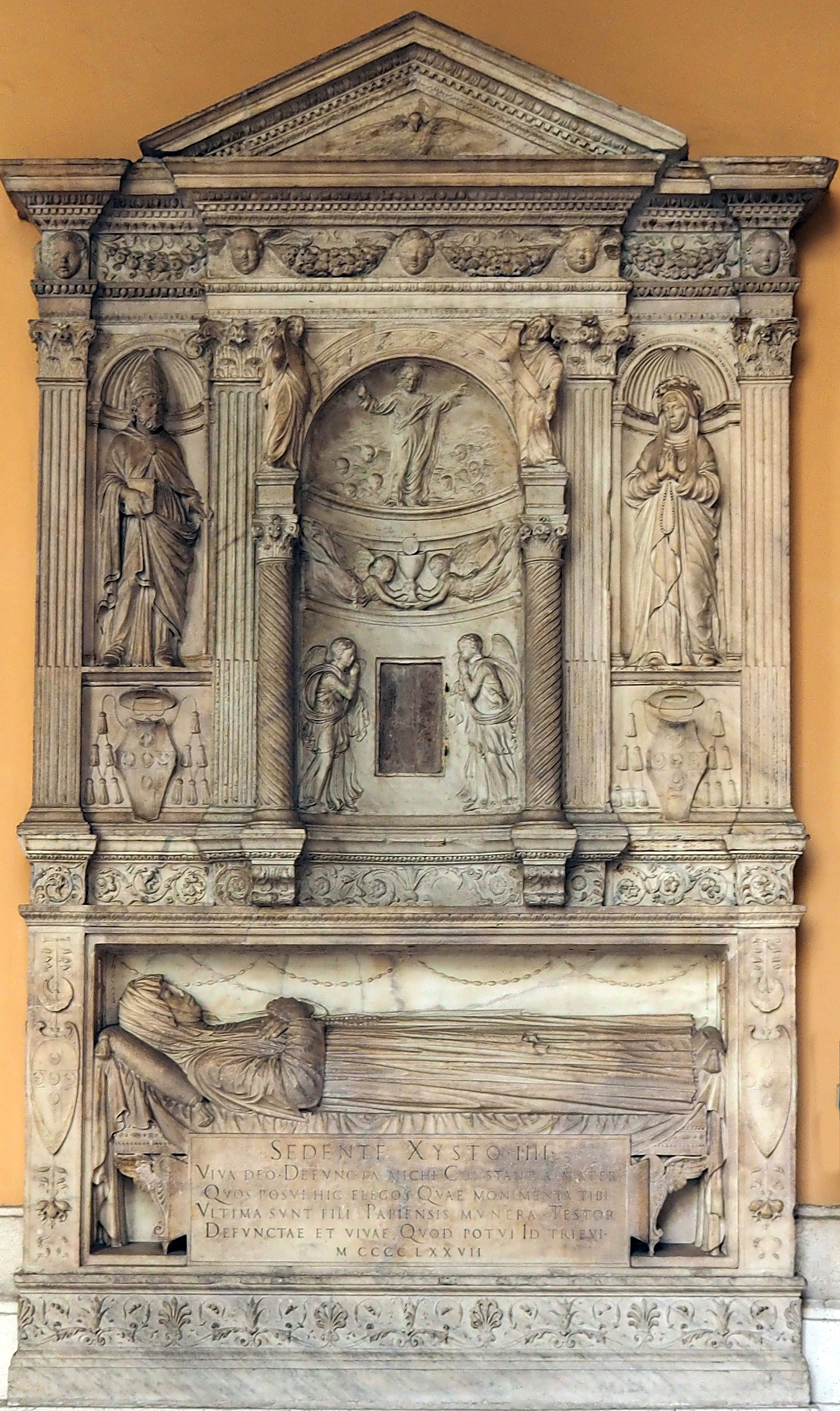
Andrea Bregno, Luigi Capponi – Grabmal C. Ammanati

Das an die Kirche angrenzende Augustinerkloster wurde ursprünglich im 15. Jahrhundert zugleich mit der Kirche errichtet und über die Jahrhunderte sukzessive ausgebaut. Im 18. Jahrhundert gestaltete der Architekt Carlos Murena, möglicherweise nach Plänen von Luigi Vanvitelli, Kloster und Kreuzgang komplett um. Auf der linken Seite des Kreuzganges befinden sich vier Grabmonumente aus dem 15. Jahrhundert:
- Bischof Ottaviano Fornari aus Genua († 1496) (Abb.), zugeschrieben der Schule Andrea Bregno.
- Bischof Jacopo Ammanati-Piccolomini († 1479) (Abb.) von Andrea Bregno und Mino da Fiesole
- Kardinal Giovanni Giacomo Schiaffinati († 1497) (Abb.), zugeschrieben der Schule Andrea Bregno.
- Costanza Ammanati († 1477) (Abb.) von Andrea Bregno und Luigi Capponi.

Das Gebäude ist heute Sitz der Generalstaatsanwaltschaft (Avvocatura dello Stato).

## Biblioteca Angelica
Östlich an die Kirche angrenzend befindet sich der Eingang (Abb.) zur Biblioteca Angelica. Gegründet wurde sie im Jahr 1604 von Bischof Angelo Rocca (1546–1620) dem Leiter der Vatikanischen Druckerei unter Papst Sixtus V., der seine private Büchersammlung mit 20.000 Bänden den Augustinern zur Verfügung stellte. Es ist eine öffentlich zugängliche Forschungsbibliothek mit den Schwerpunkten Schöne Literatur und Literaturgeschichte, Kirchengeschichte, Reformation und Gegenreformation. Seit der Eroberung Roms durch die Truppen des Königreichs Italien 1870 wird die Bibliothek vom italienischen Staat verwaltet, sie untersteht dem italienischen Kulturministerium. Die Biblioteca Angelica ist seit 1940 Sitz der Accademia dell’Arcadia, der unter anderen auch Goethe angehörte.

## Trivia
- Kirche der Kurtisanen: In der Zeit der Renaissance wurde die Kirche von vielen römischen Kurtisanen regelmäßig frequentiert. Sie waren angehalten, sich dort die wöchentliche Bußpredigt anzuhören. Die Frauen hatten für sie reservierte Bänke in den ersten Reihen. Der Kirchenbesuch gab ihnen allerdings auch die Gelegenheit, sich zu zeigen, aufzufallen und ihre prächtigen Gewänder vorzuführen. Begleitet wurden sie oft von einem Schwarm Verehrern sowie Dienerinnen und Pagen. Am 28. August 1497, dem Fest des Augustinus, feierte Papst Alexander VI. eine öffentliche Messe in Sant’Agostino. Der päpstliche Zeremonienmeister Johannes Burckard vermerkte im Tagebuch:[20] Alles war ohne Ordnung. Dirnen (meretrices) und anderes Gesindel (viles persone) standen überall zwischen dem Altar und den Kardinälen … Ich konnte beim Zug des Papstes keine Ordnung herstellen … zu groß war das Durcheinander und die Unordnung …. Die Kurtisane Beatrice da Ferrara schilderte in einem Brief an Lorenzo de’ Medici:[21]: So beichtete ich, halb zerknirscht, beim Prediger von Sant’Agostino; ich sage ihm, weil wir alle – die wir Nutten (puttane) in Rom sind – zu seiner Predigt kommen, wo er vor einer so bemerkenswerten Zuhörerschaft nichts Anderes wollte, als uns alle zu bekehren. Welch schwieriges Unterfangen! Hier, in geweihter Erde hatten viele der berühmten Kurtisanen ihre Grabmale: Giulia Campana, Tullia d’Aragona und ihre Schwester Penelope; nicht zuletzt Fiammetta, die Geliebte des Cesare Borgia, die sich eine eigene prunkvolle Kapelle, die heutige Cappella Cavalletti in der Kirche leistete.[22] So waren Personen höchsten Ranges zwischen den Kurtisanen begraben. Die Grabmale der Kurtisanen wurden im Zuge der Gegenreformation aus der Kirche entfernt und heute ist keine Spur davon erhalten.
- Gregorovius berichtete: Beim Leichenbegängnis, als man am 24. Januar 1483 den toten Camerlengo Guillaume d’Estouteville nach Sant’Agostino trug, schlugen die Mönche von Santa Maria Maggiore und die Augustinerbrüder mit den großen Leichenfackeln wütend aufeinander, weil jene von dem Goldbrokat rauben wollten, in den der Kardinal gehüllt lag. Viele Schwerter wurden gezogen und nur mit Mühe rettete man die Leiche jenes berühmten Kirchenfürsten in die Sakristei, wo sie übrigens sofort ausgeplündert wurde.[23]
- Martin Luther reiste 1510/11 nach Rom und hielt sich dort 4 Wochen auf. Er hat sehr wahrscheinlich im Kloster von Sant’Agostino gewohnt, da dieses zu der Zeit auch Amtssitz des Ordensgenerals Egidio da Viterbo war.[24]

- In dem kleinen verwinkelten Hof (Via della Scrofa, 80) sind noch zwei Spolien aus der Cappella di Santa Monica zu sehen: Die originale Inschriftentafel des Sarkophags der hl. Monika und die Grabplatte für Maffeo Vegio; Letztere hatte sich ursprünglich in der Kapelle befunden, später wurde sie entfernt und von 1870 bis 1948 als Küchentisch im Kloster verwendet.[25]
- An der Westwand der Kirche, in der Via dei Pianellari, ist eine Verbotstafel (Abb.) aus dem Jahr 1646 eingelassen: es ist streng verboten in der Umgebung der Kirche Abfälle zu deponieren.[26]